# Berasáin
Berasáin (Beratsain en euskera, oficialmente Beratsain / Berasáin) es un concejo de la Comunidad Foral de Navarra (España) perteneciente al municipio de Atez. 
Está situado en la Merindad de Pamplona, en la comarca de Ultzamaldea, y a 21 km de la capital de la comunidad, Pamplona. Su  población en 2014 fue de 29 habitantes (INE), su superficie es de 4,433 km² y su densidad de población de 6,54 hab/km².
Dentro del concejo se encuentran los lugares habitados de Berasáin y Eriberri.

## Geografía física

### Situación
La localidad de Berasáin está situada en la parte central del municipio de Atez a una altitud de 703 m s. n. m. Su término concejil tiene una superficie de 4,433 km², ocupa la parte centro-occidental del valle y limita al norte con el concejo de Beunza; al este con el de Erice; al Sur el de Beorburu en el municipio de Juslapeña y al oeste con el de Músquiz, en el municipio de Imoz.
|                       | Norte: Beunza             |             |
| Oeste: Músquiz (Imoz) |                           | Este: Erice |
|                       | Sur: Beorburu (Juslapeña) |             |

## Demografía

### Evolución de la población
| Gráfica de evolución demográfica de Berasáin entre 2000 y 2010 |
|                                                                |
| Datos según el nomenclátor publicados por el INE.              |

### Distribución de la población
El concejo se divide en las siguientes entidades de población, según el nomenclátor de población publicado por el INE (Instituto Nacional de Estadística). Los datos de población se refieren a 2014
| Entidad de Población | Población (2014) |
| -------------------- | ---------------- |
| Berasáin             | 25               |
| Eriberri             | 4                |